# 小行星6747
小行星6747  尾賴（英語：6747 Ozegahara）是一颗围绕太阳公转的小行星。1995年10月20日，小林隆男在大泉町发现了此天体，以日本最大的高原溼地「尾瀨之原」命名。
这颗小行星的绝对星等为13.2等。